# パシュカニ
パシュカニ（ルーマニア語: Paşcani）は、ルーマニアのヤシ県にある都市。シレト川に面する。人口は4万2172人（2002年）。ブラジェシュティ、ボシュテニ、グステシュティ、ルンカ、ソドメニの五村から成る。
この地のボヤール（封建領主）であったオアナ・パシュカにちなみ名づけられた。ミハイル・サドヴェアヌの小説 The Place Where Nothing Happened は、パシュカニが舞台である。

## 著名な出身者
- ヴィサリオン・プユ - ルーマニア正教会の聖職者
- ミハイル・サドヴェアヌ - 作家
- ヴァシレ・ヴァシレンコ - 文芸評論家
- オヴィデュ・コジョカル - ラグビー選手